# Acusilas spiralis
Acusilas spiralis Schmidt & Scharff, 2008 è un ragno appartenente al genere Acusilas della Famiglia Araneidae.

## Etimologia
Non è ben chiara l'origine del nome del genere: forse deriva dal greco Ακουσίλαος Acusìlaos, storico e logografo greco del VI secolo a.C., di Argo, da alcuni menzionato fra i Sette Savi e citato da Platone nel Simposio.
Il nome proprio deriva dal latino spiralis, che significa: spirale, e si riferisce alla curvatura a forma di spirale che assume il complesso dell'embolo (l'organo riproduttivo) e delle sue protuberanze in questa specie, quando sono raccolti, non espansi.

## Distribuzione
L'olotipo maschile rinvenuto proviene dalla foresta pluviale del Gunong Leuser National Park, nello Stato indonesiano di Sumatra.

## Tassonomia
Al 2013 non sono note sottospecie.